# Gazpacho

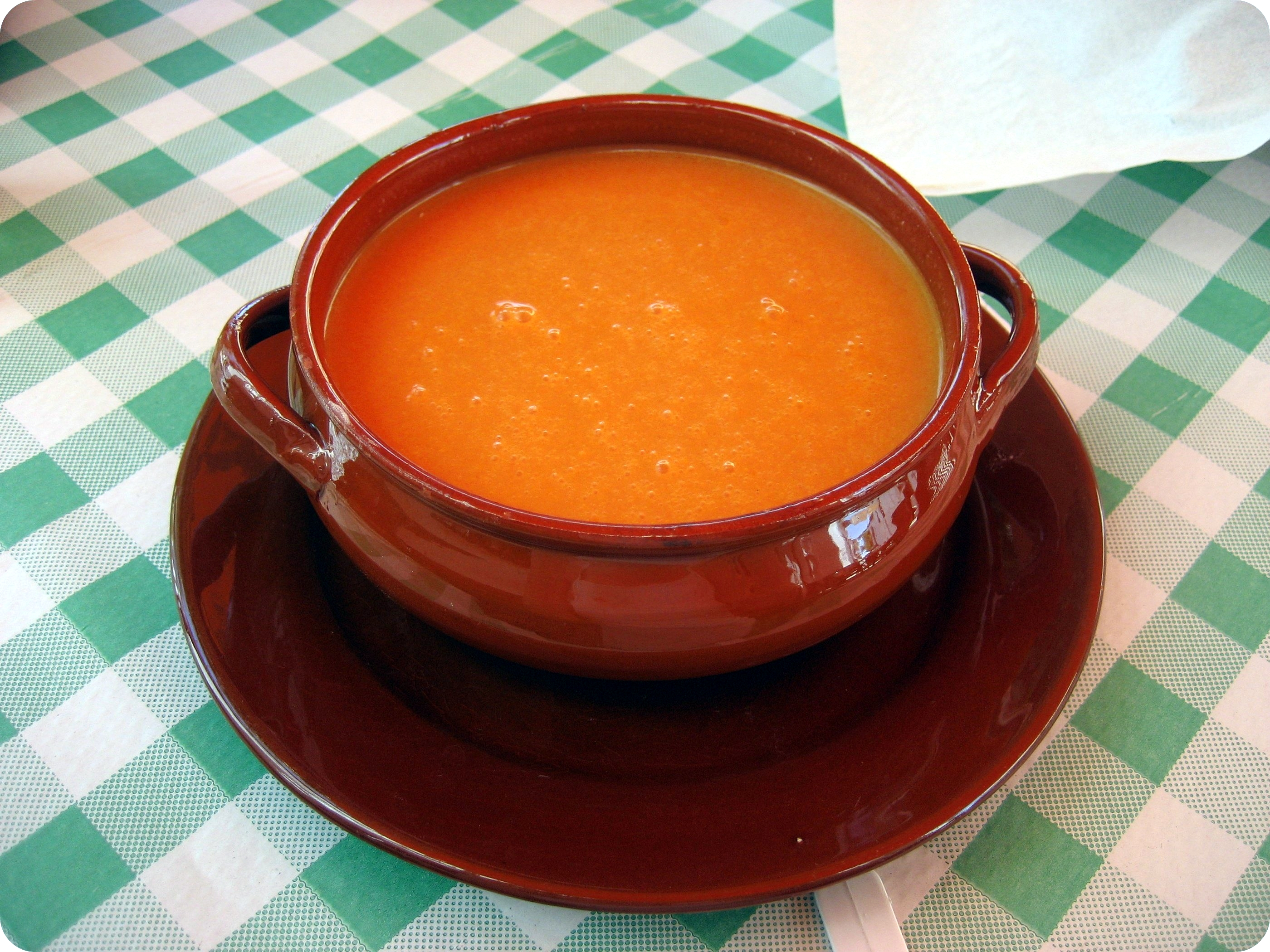
Ración de gazpacho servido en su clásica cazuela de barro para mantener la frescura.

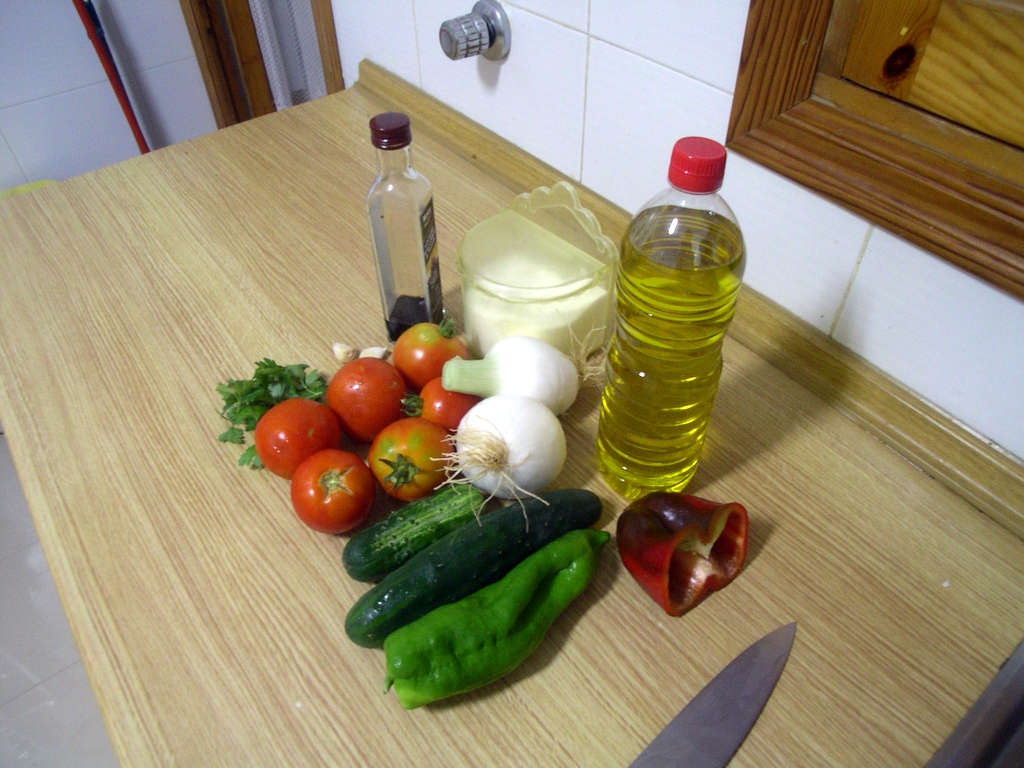
Ingredientes habituales para la realización del gazpacho andaluz.

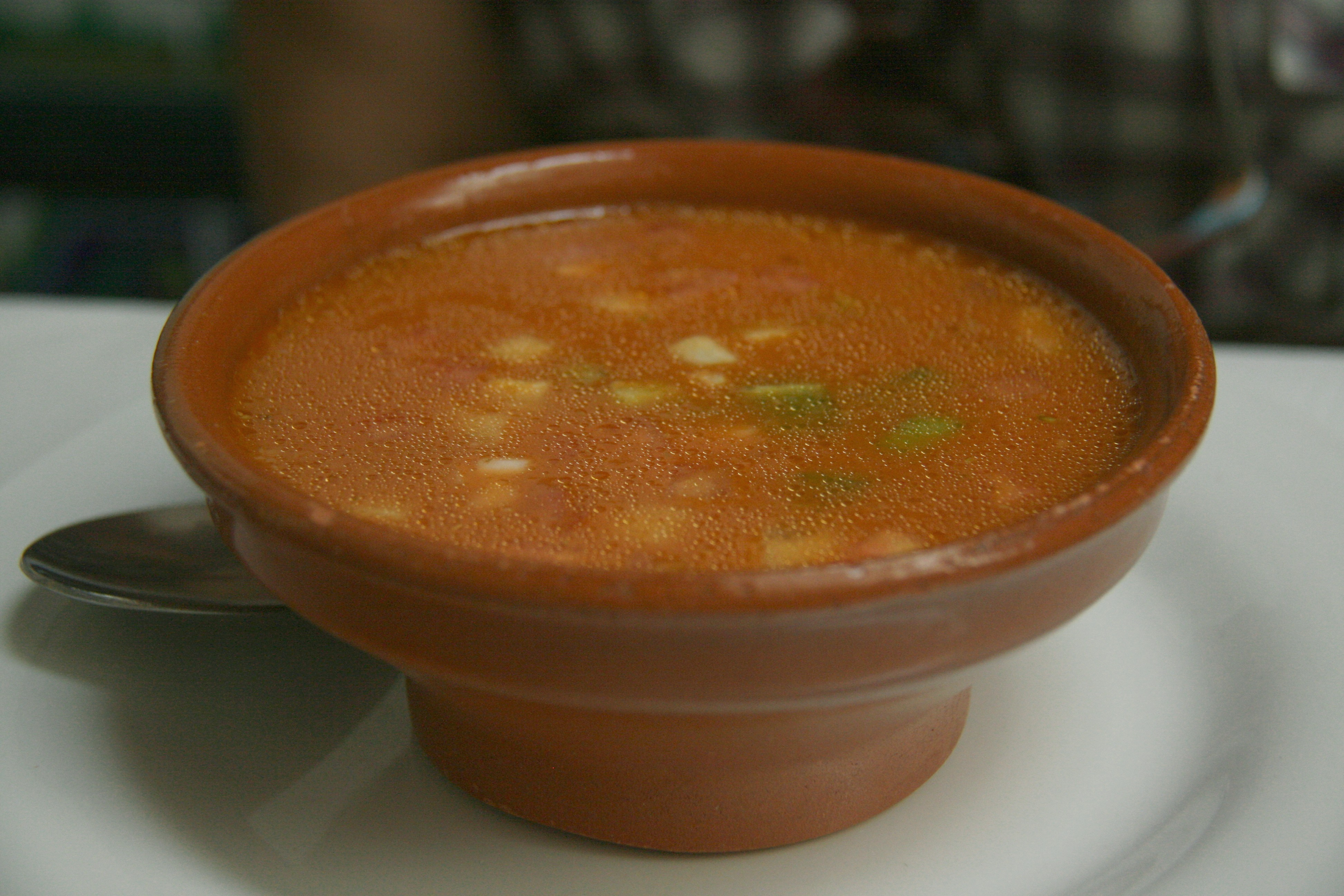
Típico gazpacho.

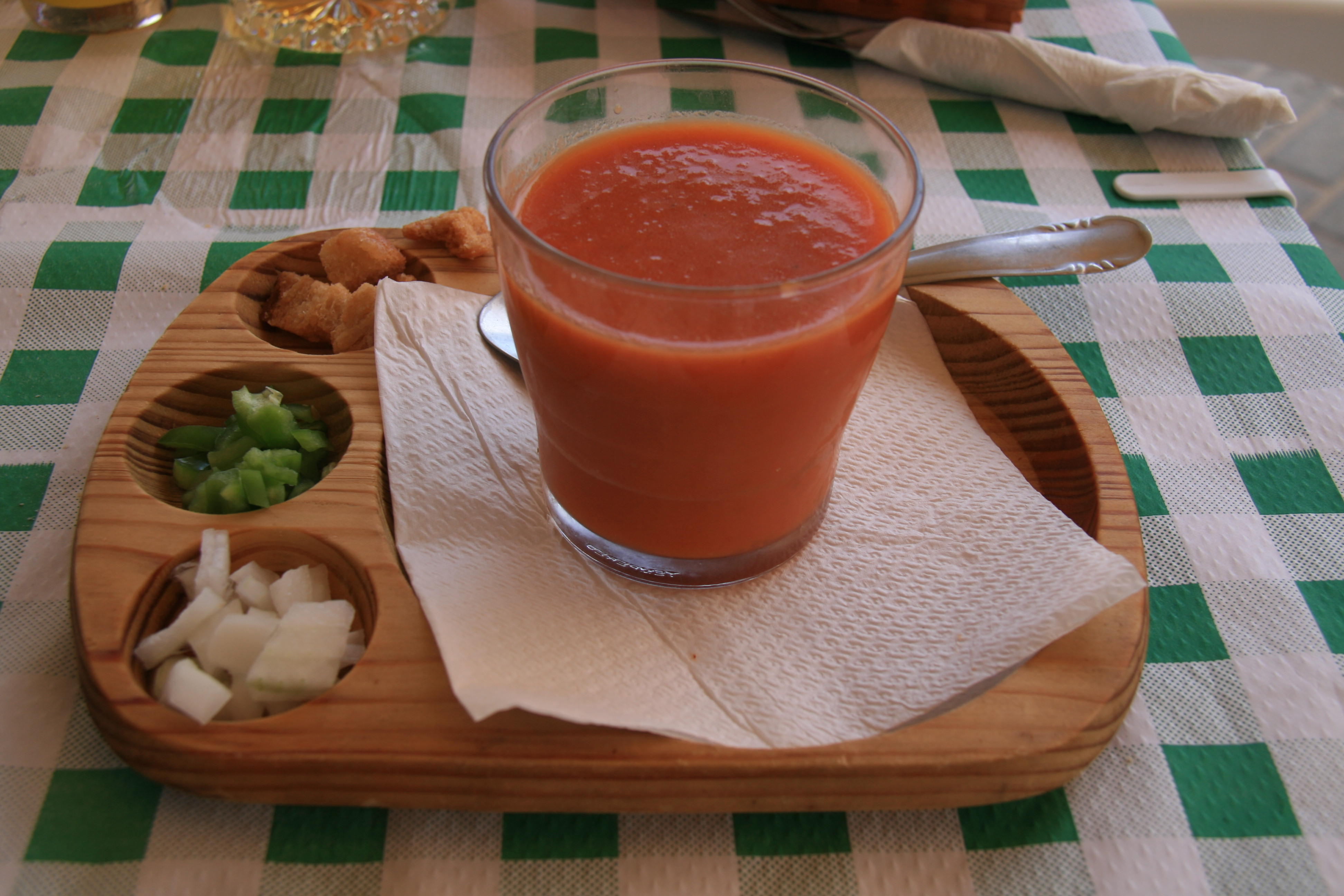
Gazpacho junto con sus tropezones.

El gazpacho es una ensalada batida con varios ingredientes como aceite de oliva, vinagre, agua, hortalizas crudas, generalmente tomates, pepinos, pimientos y ajo. Hay versiones antiguas que añaden a los ingredientes principales harina de habas, naranjas amargas o almendras y no incluyen tomate, que no se utilizó entre sus ingredientes hasta el descubrimiento de América.
Suele servirse fresco en los meses calurosos de verano. Su color varía desde el anaranjado pálido al rojo, según se empleen tomates más o menos maduros (que aportan un colorante natural denominado licopeno). El origen del actual gazpacho es incierto, aunque tradicionalmente se lo ha considerado un plato del interior de Andalucía, donde el aceite de oliva y los productos de la huerta son abundantes, y los veranos muy secos y calurosos. Por esta razón, se lo conoce comúnmente como gazpacho andaluz. A pesar de ello, el origen del gazpacho como plato "desmigado" es anterior al uso de hortalizas en su elaboración y data al menos de la época del al-Ándalus.

## Historia
El gazpacho fue en su origen un plato caliente, pues su nombre deriva del latín caccabaceus, que significa 'calderero', y se aplicaba en Época Romana a un pan que se echaba en un caldero (caccabus) con agua hirviendo y otros ingredientes. Solo cuando en la Edad Media se pronunció ya gazpacho, se perdió conciencia de su significado y se pudo aplicar a un plato hecho de remojar trozos de pan duro en agua con vinagre, aceite, sal y otros ingredientes, designando una sopa que ya podía ser tanto caliente como fría.
El gazpacho primigenio (mezcla de pan desmigado, aceite de oliva y vinagre) estuvo alimentando a campesinos ibéricos del sur durante siglos. Esta evolución ha ido dejando a lo largo del tiempo variedades de gazpacho por el sur de España y Portugal, siendo de todas ellas el más popular e internacionalizado el denominado gazpacho andaluz. Los gazpachos han ido evolucionando tal y como puede verse en la literatura, hasta llegar al actual gazpacho. El gazpacho antiguo ha dado lugar a diferentes versiones de gazpachos calientes y fríos. Entre los fríos se tiene el ajoblanco y el salmorejo. Entre los calientes, más propios de La Mancha, se los denomina gazpachos manchegos (o galianos), existiendo alguna variante igualmente en pueblos de Andalucía. Se sabe que no fue hasta el siglo XIX cuando se le añadió el tomate y se correspondió a las variantes rojas que conocemos en la actualidad. En la Antigüedad, el gazpacho era considerado un hiperónimo con el que se designa cualquier tipo de sopa o majado (machacado) elaborado con pan, aceite, vinagre, sal y otros ingredientes, que se preparaba en un caldero al fuego, y probablemente desde la Edad Media ya pudo designar también un plato frío de pan remojado en agua y vinagre con otros ingredientes.
Algunos autores afirman del gazpacho, en tono jocoso, que «tiene raíces, pero no historia, al menos de historia escrita». El gazpacho ha sufrido diversas modificaciones a lo largo de la historia culinaria española, pero en la actualidad pertenece a la comunidad mediterránea y se ha expandido por todo el mundo como un plato nacional español. La existencia de un gazpacho primigenio a base de migas de pan, agua, vinagre y aceite de oliva ha ido evolucionando a lo largo de la historia, incorporando ingredientes, hasta llegar a la versión actual. En la actualidad el denominado gazpacho andaluz es el más popularmente conocido, pero hay que reconocer que su evolución ha dejado incontables variantes locales menos conocidas y de composiciones más diversas. Esta popularidad ha hecho que ciertos autores denominen Región del Gazpacho a Andalucía, así como gran parte de Extremadura y La Mancha.

### Etimología
La etimología de la palabra gazpacho ayuda a entender un poco los orígenes y su evolución hasta llegar a ser el plato en forma de sopa que conocemos hoy en día. Azorín menciona en un artículo que «Sería curioso el escribir la historia de las aventuras de los gazpachos en los diccionarios». Para ello en el año 1611 se describía en el Tesoro de la lengua castellana o española, menciona que es: 

Cierto género de migas que se hace con pan tostado y aceite y vinagre, y algunas otras cosas que se le mezclan, con que los polvorizan. Esta es comida de segadores y gente grosera, y ellos debieron poner nombre como se les antojó; pero digamos traer origen de la palabra toscana 'guazo' y 'guazato', que vale potage o guisado líquido con algunos pedazos de vianda cortados y guisados en él, y de guazo, gazpachos; o del verbo gazaz que vale succideere, excidere, por los pedazos en que se parten o desmenuzan el pan porque se remoje mejor.
Sebastián de Covarrubias, Tesoro de la lengua castellana o española, entrada: "Gazpacho"

La descripción de Sebastián de Covarrubias no deja claro el hecho culinario (es decir, su elaboración detallada) y es criticada por algunos autores que detectan contradicciones en el propio texto, y las etimologías propuestas a partir del italiano carecen de fundamento. La voz migas dentro del propio texto se define como «cierto guisado rústico de migas o pedazos de pan». Puede sorprender que la entrada del diccionario de Covarruvias use la voz gazpachos en plural, lo que solo se entiende referido a los trozos de pan que llevaba y aún lleva en el caso del gazpacho manchego. Lo confirma el Diccionario de autoridades publicado entre los años 1726 y 1739, y que fue el primer diccionario de la lengua castellana editado por la Real Academia Española, que sin referir si se trata de un plato caliente o frío, lo define como:

Cierto género de sopa o menestra, que se hace regularmente con pan hecho pedazos, aceite, vinagre y ajos y otros ingredientes conforme el gusto de cada uno. Es comida regular de segadores y gente rústica.
Diccionario de autoridades, RAE

Es la primera definición que incorpora el ajo en su receta. En 1954 propuso J. Corominas en el Diccionario crítico etimológico de la lengua castellana un origen a partir del portugués caspacho que a su vez derivaría de la voz prerromana caspa, que significaría fragmento en el término derivado con un característico sufijo mozárabe -acho, aludiendo a que se hacía con cachos de pan; el sufijo -acho parece mozárabe y se extiende por la zona de Andalucía. Pero él mismo y J.A. Pascual reconocen en la edición de 1990 del Diccionario Crítico Etimológico Castellano e Hispánico que el origen del término es incierto. Los primeros gazpachos que se conocen llevaban solamente pan, vinagre, aceite y con frecuencia ajo y a veces frutos secos molidos como puede ser la almendra (ajoblanco) en uno de los gazpachos más antiguos que se conocen. Algunas teorías acerca de la etimología presentan otras ideas pero sin ofrecer nunca una explicación de los cambios fonéticos ni semánticos experimentados, por ejemplo: en acadio el verbo kasâpu significa romper en trocitos para ser distribuidos.Solo recientemente se ha ofrecido una explicación convincente del término gazpacho tanto desde el punto de vista fonético como semántico a partir del latín caccabaceus, adjetivo derivado de caccabus ('caldero'), pues originariamente designaba un tipo de pan que se echaba en el caldero, y que debía de ser similar a las tortas de gazpacho de La Mancha. Tertuliano emplea el adjetivo caccabaceus referido al caldero hacia el año 200, y Zenón de Verona en el siglo IV llama así a un pan ácimo.

### Los orígenes

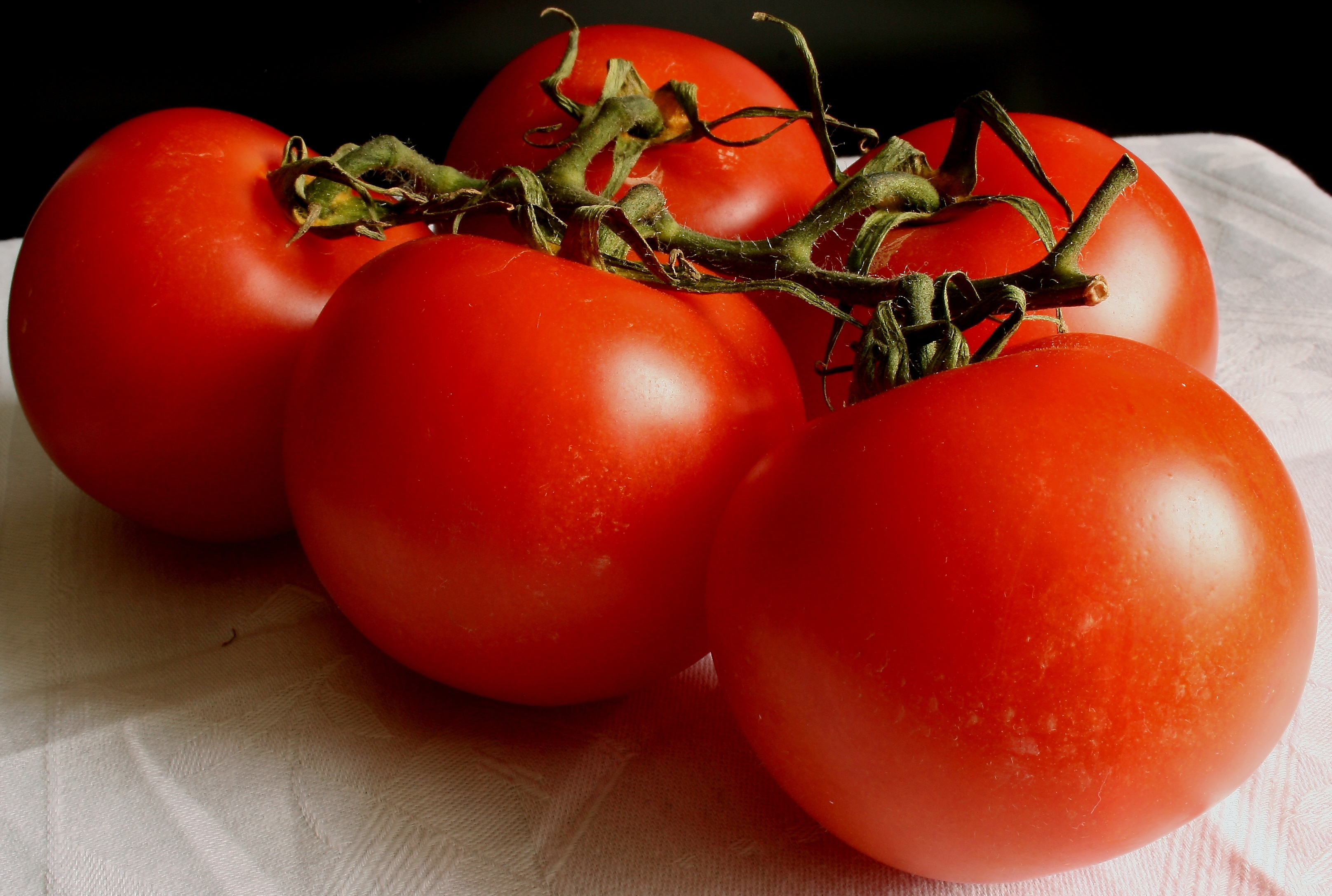
El tomate, uno de los ingredientes primordiales del actual gazpacho, no se consume en España hasta el y comienzos del. En el gazpacho se emplean a comienzos del.

Para comprender el origen del gazpacho actual, es necesario comprender los orígenes en España de algunos de sus ingredientes básicos, siendo uno de los principales es el tomate (Solanum lycopersicum). A mediados del siglo XVI entró el tomate en tierras españolas procedente de los aztecas (América), y Castilla era el primer paso de entrada al resto de Europa debido al monopolio que poseía sobre el transporte de productos provenientes del Nuevo Mundo. Aparece en la lista de plantas provenientes del Nuevo Mundo del códice: Historia general de las cosas de la Nueva España. Ya, en 1608, aparecen documentos en forma de listas de la compra para el Hospital de la Sangre en Sevilla que indican la presencia de tomates y pepinos para la elaboración de ensaladas. Entre 1645 y 1646 el pintor sevillano Bartolomé Esteban Murillo realiza una obra denominada La cocina de los ángeles en la que se muestra la preparación de un plato con tomates. A finales del XVII el cultivo de tomates en grandes cantidades era frecuente, sobre todo en el sur de España. A pesar de ello el gazpacho no incorporó los tomates a su composición hasta comienzos del siglo XIX. Pero la primera referencia al cultivo del tomate en España data del año 1777 y se debe al padre Gregorio de los Ríos que publica una obra titulada Agricultura de jardines, que trata de la manera que se han de criar, gobernar y conservar las plantas y todas las demás cosas que para esto se requieren, dando a cada una su punto.
El otro ingrediente del gazpacho es el pepino (Cucumis sativus) y existe la creencia entre los investigadores botánicos de que su procedencia es de la India. Desde allí se introdujo en Grecia y posteriormente su cultivo extensivo durante la época del Imperio romano lo hizo extenderse a todas las zonas ocupadas, esto incluía a Hispania. La producción durante esta época de romanización abarcaba todo el año debido al empleo de invernaderos. Esta hortaliza pasó al Nuevo Mundo durante la colonización española de América. Existen evidencias de que antes del siglo XVI el pepino era usado habitualmente en la cocina Española. El ajo se pensaba hasta comienzos del siglo XIX que era originario de la zona mediterránea, siendo Sicila uno de sus posibles orígenes. Investigaciones posteriores fueron dando su origen definitivo en Asia Central. La expansión de este cultivo, así como su aceptación en la cocina mediterránea data ya de los griegos. 
El pimiento (grupo de cultivo de Capsicum annuum) es el tercero de los ingredientes del gazpacho moderno, y se trata de una hortaliza originaria de México. En Europa se cultivó predominantemente la variedad dulce de esta especie denominada pimiento morrón. Al contrario que otras hortalizas traídas del Nuevo Mundo, el pimiento proliferó rápidamente en España y, con posterioridad, en el resto de Europa. El resto de los ingredientes del gazpacho, como puede ser el aceite de oliva (véase: Historia del aceite de oliva) y el pan (véase: Historia del pan) se puede comprobar que existían en el territorio peninsular ya desde la época del Imperio romano.
Los soldados romanos acostumbraban a beber como refresco una bebida austera a base de vinagre (vino avinagrado) y agua que denominaban posca, que de algún modo está en el origen del gazpacho andaluz. Algunos autores sugieren que los propios soldados romanos quizás mojasen esta bebida con pan y aceite de oliva, haciendo un gazpacho primitivo bebido como una sopa que no tenía sin embargo ese nombre, sino el de posca con pan. La costumbre de refrescar con bebidas majadas (machacadas) las narra Publio Virgilio Marón en el siglo I en el que describe en una égloga cómo una esclava llamada Testilis ofrecía a los segadores una mezcla de ajos majados con hierbas aromáticas y vinos añejos (avinagrados). Es de suponer que lo que la esclava preparaba era el moretum, un plato tradicional de la Antigua Roma. De la misma forma los agricultores griegos tomaban una mezcla denominada kykeón. Todos ellos antecedentes del actual gazpacho. Para los romanos caccabaceus, de donde procede la palabra gazpacho, era el nombre de un tipo de pan así llamado porque para tomarlo se echaba en un caldero (caccabus) puesto al fuego con otros ingredientes, y que pudo aplicarse al plato en su conjunto. A partir de la Edad Media, cuando ya se pronunció gazpacho y se perdió la conciencia del origen y significado originario de la palabra, se extendió el término gazpacho a lo que hasta entonces había sido una posca con pan, que era una sopa fría, y el gazpacho podía ser un plato caliente o frío con pan remojado.

### Los gazpachos delsigloVIII

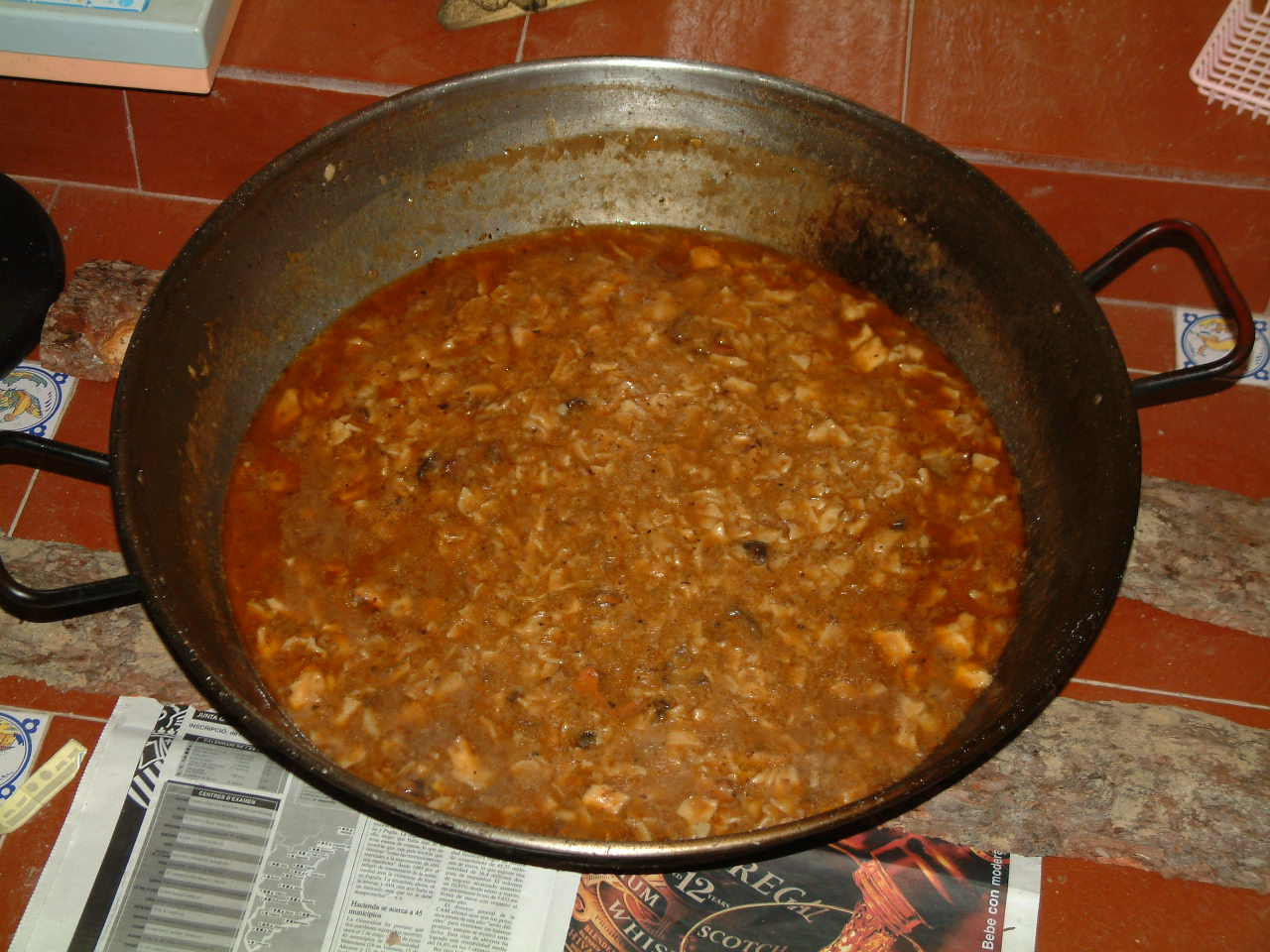
Los gazpachos manchegos son calientes y cárnicos, siendo anteriores al gazpacho actual, ya que datan del siglo XII.

Después del Imperio Romano, el gazpacho también debió de seguir elaborándose en la época del al-Ándalus[cita requerida] y los ingredientes eran pan en migas (a pellizcos), ajo, aceite de oliva, vinagre, sal y agua. Estos ingredientes se majaban en un dornillo y eran servidos como una sopa. Todos ellos eran ingredientes halal (admitidos) según las normas alimenticias musulmanas. Resulta evidente que los primeros gazpachos no poseían los ingredientes del actual gazpacho, debido a que no existían algunos de los elementos que habrían de venir posteriormente del Nuevo Mundo (tomate y pimiento) tras el descubrimiento de América. La disposición del gazpacho andalusí pudo ser similar a la del actual ajoblanco. Es de resaltar que incluso a la llegada del tomate y del pimiento a tierras españolas, los gazpachos no poseían tomate y pimiento, y ello se puede ver en el recetario de Juan de la Mata de 1791 titulado Arte de Repostería. Si se mira bajo esta perspectiva, la entrada "gazpacho" en el Tesoro de la lengua castellana o española de Covarrubias, se puede entender que el gazpacho es una sopa simple y tosca espesada con pan, pues el término gazpacho procede de hecho de un adjetivo referido a un tipo de pan. La misma rusticidad y la ausencia de los ingredientes modernos se encuentra en el Diccionario de Autoridades (1726). Esto hace pensar a algunos investigadores que este fue el gazpacho originario y que posteriormente se añadieron las hortalizas y otros ingredientes a medida que fue evolucionando.
Los gazpachos son mencionados supuestamente en romances del siglo XII. Aunque el pan gazpacho o caccabaceus que se echaba en un caldero hirviendo ya está documentado desde Época Romana,algunos autores mencionan que ha pervivido a través de los gazpachos de los pastores, también llamados galianos y gaspachos. Para estos autores el origen está en La Mancha, al sur de la provincia de Cuenca. Tras esto la receta pasó a Valencia y Alicante. Desde estas localidades a Albacete y Jaén, y después se extendieron por Sierra Morena y el Valle del Guadalquivir. Los gazpachos calientes o gazpachos manchegos característico de Albacete se elaboran desde muy antiguo con carnes de caza que se desmigajan y se cuecen, en el caldo resultante se añaden trozos de pan ázimo. En la novela Don Quijote de la Mancha se describe a un Sancho Panza que menciona, al obtener la ínsula prometida, «más quiero hartarme de gazpachos, que estar sujeto a la miseria de un médico impertinente, que me mata de hambre». Hay autores que apoyan que se refería a los gazpachos manchegos, más que a los andaluces. De la misma forma el escritor del siglo XVII Vicente Espinel en su obra Relaciones de la vida del escudero Marcos de Obregón menciona al gazpacho, pero sin incluir los ingredientes.
La llegada del latifundismo en el sur de España hizo que se pagara los jornales en especie, es decir, se daban alimentos a cambio de mano de obra. Los jornaleros aprovechaban para cocinar el rebujo (es decir la mezcla de contribuciones alimenticias aportadas por cada uno), es por esta razón por la que los diccionarios de la época insisten en que es comida de segadores. Se menciona que a los jornaleros de Extremadura y de Castilla se les daban "dos libras de pan" y "aceite para el gazpacho". Entre las cuadrillas de jornaleros existía la figura del gazpachero encargado de elaborar y preparar la comida a las cuadrillas de trabajadores en los cortijos andaluces, y esto lo obligaba a majar (machacar) y moler los ingredientes, por todos aportados, en un dornillo de madera.

### Expansión del gazpacho

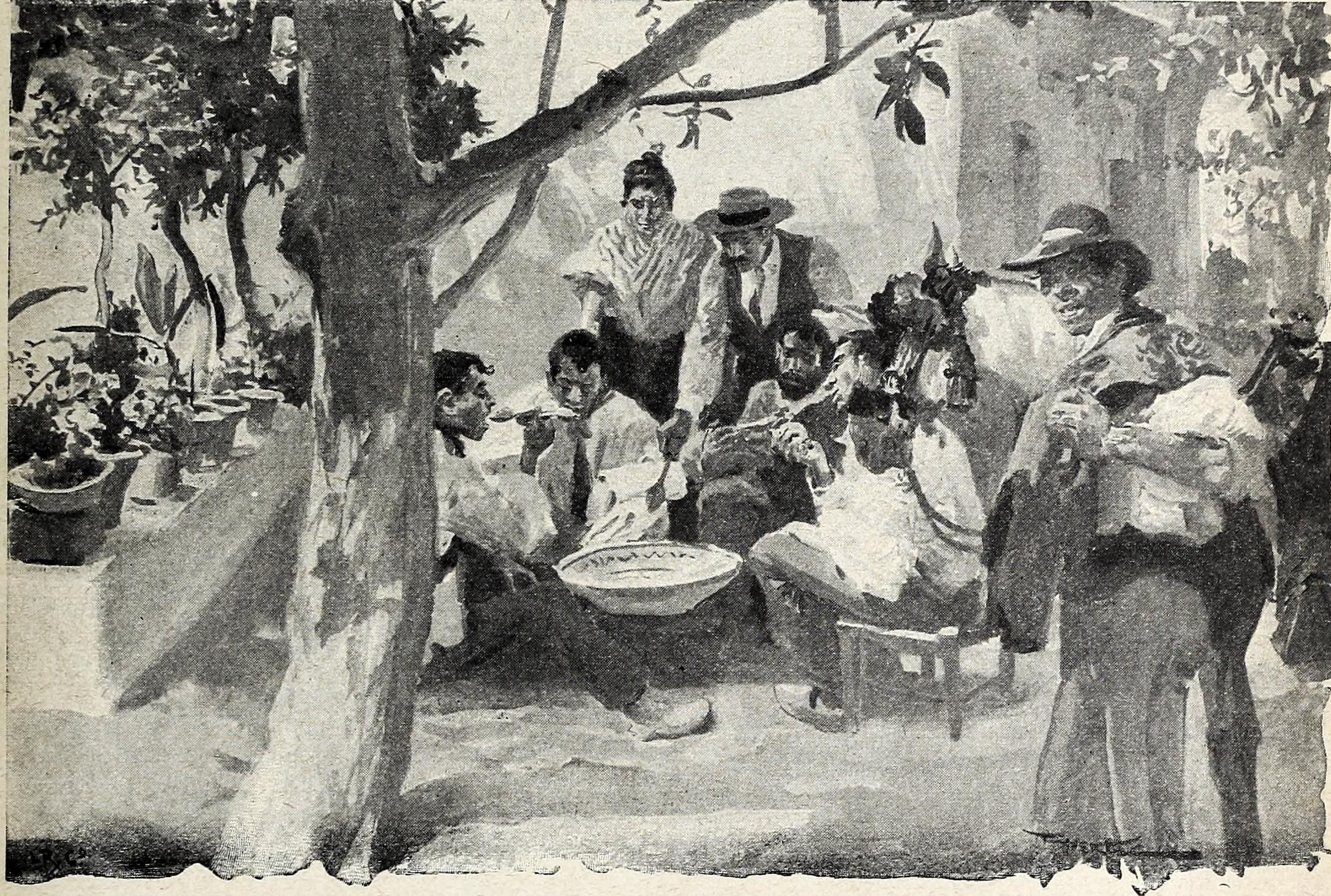
Grupo de campesinos tomando gazpacho. Dibujo de Huertas en la revista Blanco y Negro ilustrando un artículo de El Doctor Thebussem sobre el gazpacho (1897).

La internacionalización del gazpacho se debió inicialmente a Eugenia de Montijo de Granada (consorte de Napoleón III) responsable de llevar la receta a Francia. Los viajeros románticos que viajaban a lo largo de España describían al gazpacho en sus libros. Aunque algunos de ellos, como el inglés William George Clark en su libro Gazpacho: or, Summer months in Spain, mencionó al gazpacho blanco (sin hortalizas). Ya en el siglo XIX el viajante Antonio Gutiérrez González describió en pleno Aragón una cena a base de gazpacho. Se sabe que hasta el siglo XIX no se añadió al gazpacho el tomate tal como se lo conoce en la actualidad. Théophile Gautier, en la descripción de un viaje por España en 1840, hizo la siguiente descripción de un gazpacho (nótese que sin tomate): 

Se echa agua en una sopera; a esta agua se le añade un chorro de vinagre, unas cabezas de ajo, cebollas cortadas en cuatro partes, unas rajas de pepino, algunos trozos de pimiento, una pizca de sal, y se corta pan que se deja empapar en esta agradable mezcla, y se sirve frío.
Théophile Gautier

Otro viajero inglés del siglo XVIII llamado Richard Twiss afirmó haber cenado un gazpacho y en la descripción de ingredientes no figura el tomate, aunque si el agua fría. Richard denomina a la sopa con nomenclatura francesa como: soupe maigre (sopa magra). En el siglo XIX el plato pasa de las clases más humildes, a las mesas de la clase burguesa. Y es justo en ese momento cuando surge la costumbre de: al ser servido se añaden pequeños trozos de hortalizas denominados tropezones. Las diferencias entre el gazpacho popular y el humilde eran debidas principalmente a la terminación del plato, al menaje y servicio empleado. Su origen geográfico está ligado a las regiones españolas más calurosas, donde los trabajadores del campo necesitaban un plato barato que cumpliera sus necesidades nutricionales en un clima tan riguroso. En la segunda mitad del siglo XIX un libro de cocina estadounidense de título The Virginia Housewife, escrito por Mary Randolph en 1860, ya incluye una receta de Gaspacho-Spanish describiéndola como una ensalada ligera, elaborada en capas de picatostes.

### Gazpacho en la época moderna

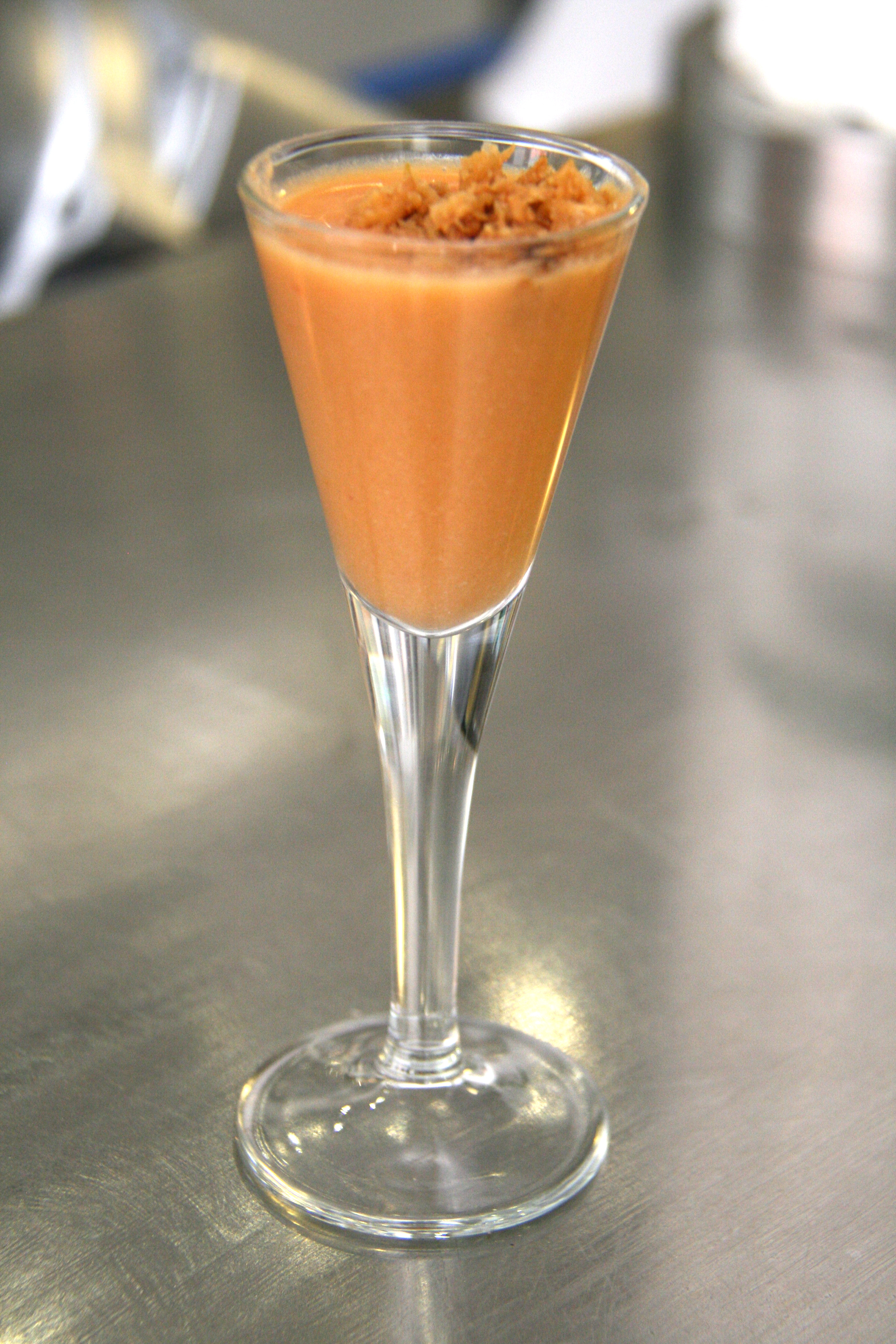
El gazpacho encuentra en pleno un lugar como tapa.

A partir del año 1960, con el turismo empezó a ser conocido el gazpacho internacionalmente, teniendo un gran auge y expansión. Durante mucho tiempo la versión tradicional de esta bebida se hacía en un mortero, pero con la aparición de tecnologías como la batidora eléctrica, a mediados del siglo XX se sustituyó al mortero modificando y facilitando la trituración de los ingredientes. En la actualidad fuera del ámbito rural es muy raro encontrar una familia que "maje" (machaque) el gazpacho a mano. De la misma forma los avances en electrodomésticos han hecho que las temperaturas de servir el gazpacho hayan bajado, antes de esto el gazpacho se elaboraba con productos a temperatura ligeramente por debajo del ambiente, esto hacía que los aromas y sabores se acentuaran. 
El invento de la licuadora por Herbert Johnston en el año 1908 contribuyó a que se hiciera menos laboriosa su preparación casera y que aumentara su consumo, pero debe decirse que este invento no llegó a los hogares hasta mediados del siglo XX. En el año 1983, Rafael de Aquino Ruiz, inventó el gazpacho industrial y empezó a comercializar el gazpacho andaluz ya envasado fresco y natural, a través de la firma «La Gazpachería Andaluza». Durante la Expo 92 de Sevilla tuvo una enorme aceptación. Desde el año 1996 se comercializan gazpachos refrigerados en tetra brik y en la actualidad resulta frecuente encontrarlos en los supermercados españoles en la zona de alimentos refrigerados.

## El gazpacho andaluz
El gazpacho denominado andaluz por su popularidad, suele ser definido por algunos autores culinarios como una mezcla entre sopa y ensalada. En la actualidad se lo emplea como un refresco en la mayoría de las ocasiones, el cual es servido por regla general en verano. Suele servirse fresco como una bebida/comida de aromas agradables y reconfortantes. Se denomina andaluz por haber trascendido así al resto de regiones de España y del mundo, pero en Andalucía se toman gazpachos blancos (un ejemplo es el gazpacho blanco cordobés) que no contienen tomate, y gazpachos rojos que sí los tienen. Los gazpachos rojos se elaboran en Andalucía Occidental, los blancos en Málaga, Córdoba y Granada y los verdes en Sierra Morena y Sierra de Huelva.

### Composición del gazpacho andaluz

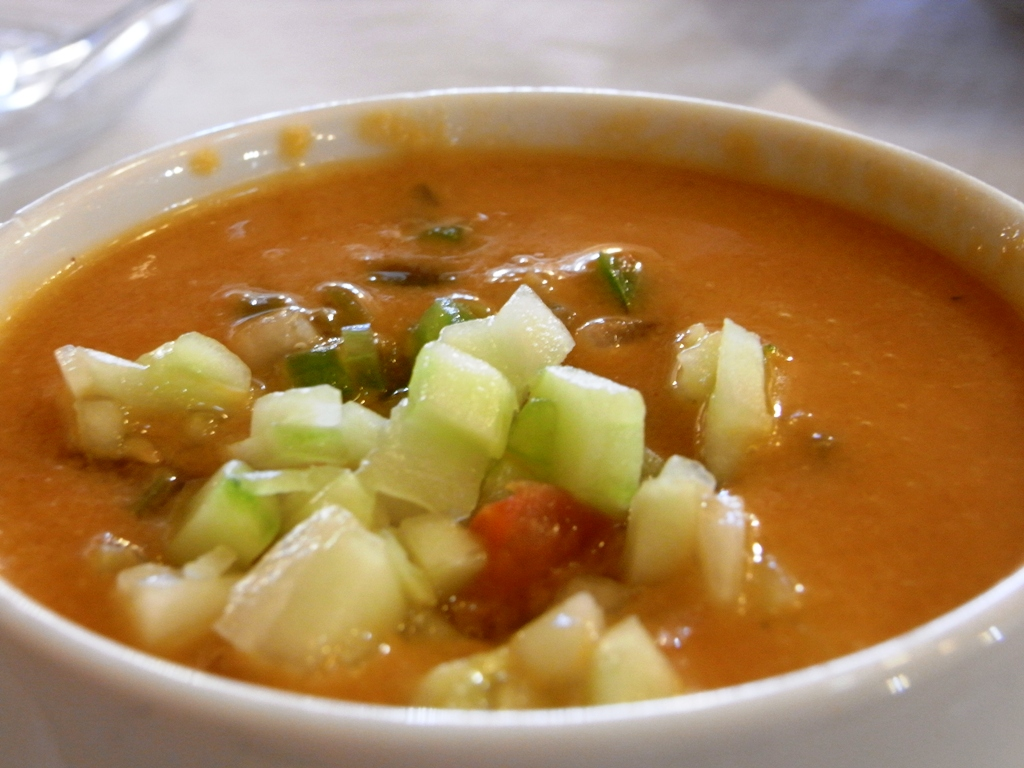
Gazpacho servido con sus típicos tropezones.

El gazpacho dispone de unas características organolépticas peculiares de sabor, aroma y color debido a la variedad de verduras que lo componen. El gazpacho andaluz emplea como ingredientes un conjunto de cinco hortalizas, que pueden variar en proporción según los gustos de la localidad, del cocinero o de la familia, como puede ser: 
- Tomates, deben ser bien maduros para que aporten dulzura, antes eran solo posibles en otoño, pero en la actualidad con el desarrollo de invernaderos y del transporte desde otras latitudes, es posible tener tomates curados casi durante todo el año. Esta hortaliza es la que brinda el color rojo al gazpacho debido a su contenido en licopeno (colorante natural en la piel y carne del tomate). Su exclusión o inclusión como ingrediente hace que se hable de "gazpachos blancos" o de "gazpachos rojos", respectivamente. En algunos períodos de escasez se ha empleado pimentón en lugar del tomate para lograr el color rojo.
- Pimientos (rojos o verdes). El pimiento es una verdura que proporciona frescura y sabores con ligeros toques agrios, en España esta variedad de pimientos no es picante.
- Ajo, el ajo en pequeñas cantidades proporciona un aroma característico, dependiendo de los gustos se añade más o menos. Una de las funciones en el gazpacho es la emulgente entre el aceite de oliva y las hortalizas.

- Pan se emplea para aumentar volumen o espesar, pero si se emplea se reduce el carácter de bebida refrescante. En su elaboración tradicional suele emplearse restos de pan duro que habitualmente se remojan en agua.

Hay dos ingredientes que aparecen en casi todas las recetas actuales, incluidas las de notables "chefs". Estos son el pepino y la cebolla. Que si bien no se incluyen en la sopa básica, se pueden aportar como acompañamiento en forma de picada.
- Pepino, el pepino se lleva bien con el vinagre.[49] Su sabor es fuerte y su proporción es una medida a tener en cuenta por el gazpachero. Cuando su elaboración no incluye pepino se suele tildar de "gazpacho suave". Tanto las propiedades del pepino, como las del vinagre y las del agua fría, aliviaban la sed de los segadores que trabajaban en largas jornadas, bajo condiciones de temperatura extremas y con el único alimento durante el día de su gazpacho.
- Cebollas, en las recetas suele ponerse una cierta cantidad. Proporciona saborizantes naturales.

Aunque existe la posibilidad de emplear zanahorias, es una costumbre poco habitual.
El aceite de oliva, vinagre, agua y sal son el resto de ingredientes. Suelen emplearse los de mejor calidad, bien conocido es el refrán popular «Con mal vinagre y peor aceite, buen gazpacho no puede hacerse».

### El majado

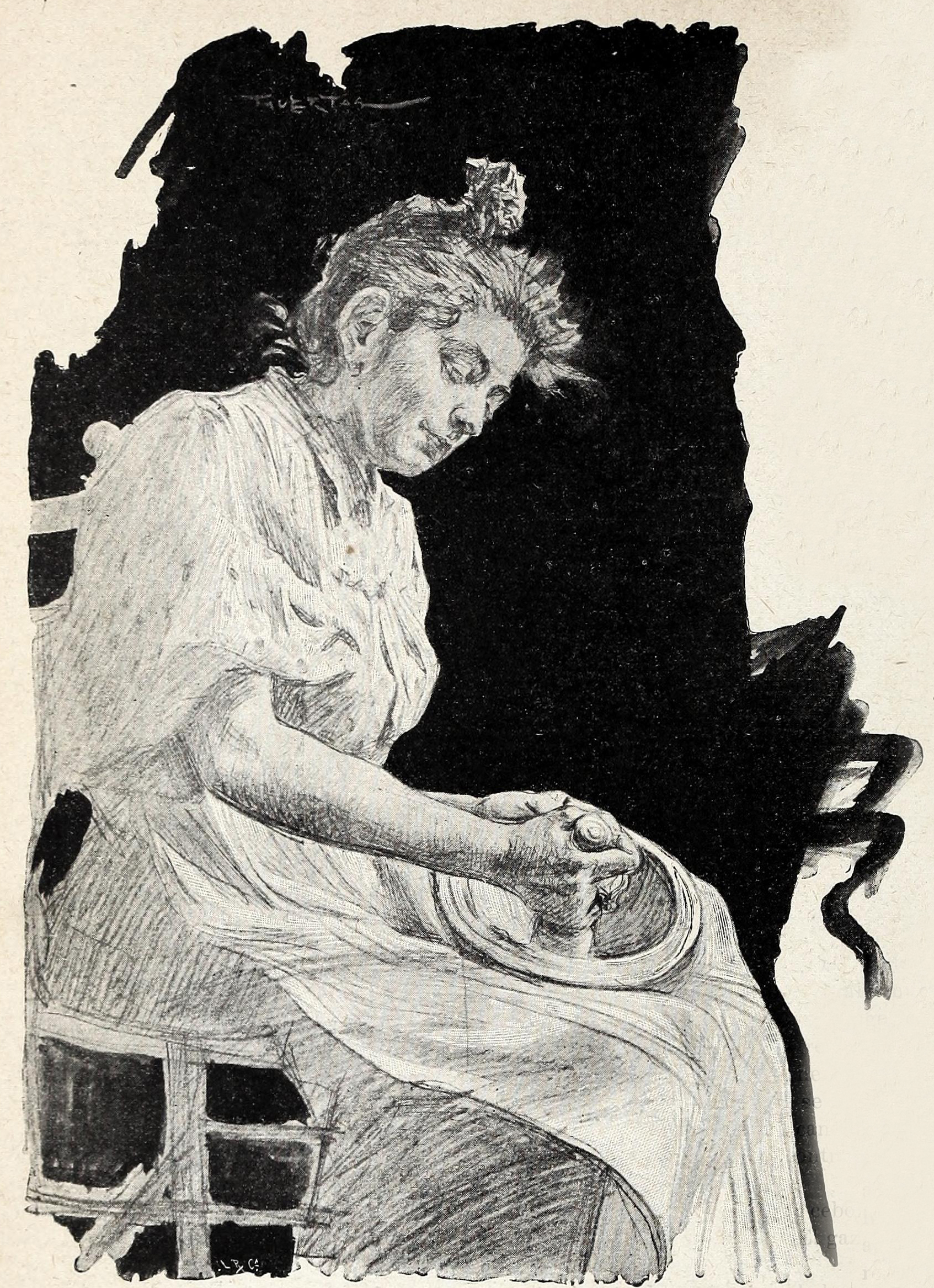
Majado

El majao/majado es entendido como el machacado o triturado de sus ingredientes. De esta forma se majan a medida que se vierte, poco a poco, aceite de oliva, vinagre, agua, y a veces, alguna especia como cominos. Este gazpacho de tomate admite múltiples variantes, pero ciertos puristas sostienen apoyándose en la manera tradicional de hacerlo, no es majándolo en un almirez de bronce, sino en un dornillo de madera. Labor de los gazpacheros, denominados también dornilleros. Primero mezclando el ajo con la sal creando una pasta cremosa debido al majado y añadiendo el tomate muy cortado en un cuenco majándolo (machacándolo) también, posteriormente se vierten los líquidos sobre él (aceite, vinagre, agua), por separado y a gusto de cada comensal, se le añade pepino, pimiento y en ocasiones cebolla picados finamente, puesto que estos ingredientes no se podían reducir a textura de pasta en el mortero, como puede hacerse con las modernas licuadoras. 
El gazpacho moderno tiene su origen, en parte, con la aparición de las licuadoras eléctricas, donde puede incluirse directamente todos los ingredientes a la vez en un recipiente: el ajo, el aceite, el tomate, el pepino, el pimiento, agua, sal, vinagre y todo junto queda triturado. Este gazpacho queda pastoso y algunas personas piensan que pierde la textura clásica debido a lo homogéneo del resultado final. Hay personas a las que les gusta más aguado (el denominado aguaillo), para tomarlo bebido como bebida refrescante y en taza, pero debe ser servido como una emulsión, quedando algo cremoso. Su punto perfecto es que se pueda beber pero deshaciéndose en la boca.

### Servir

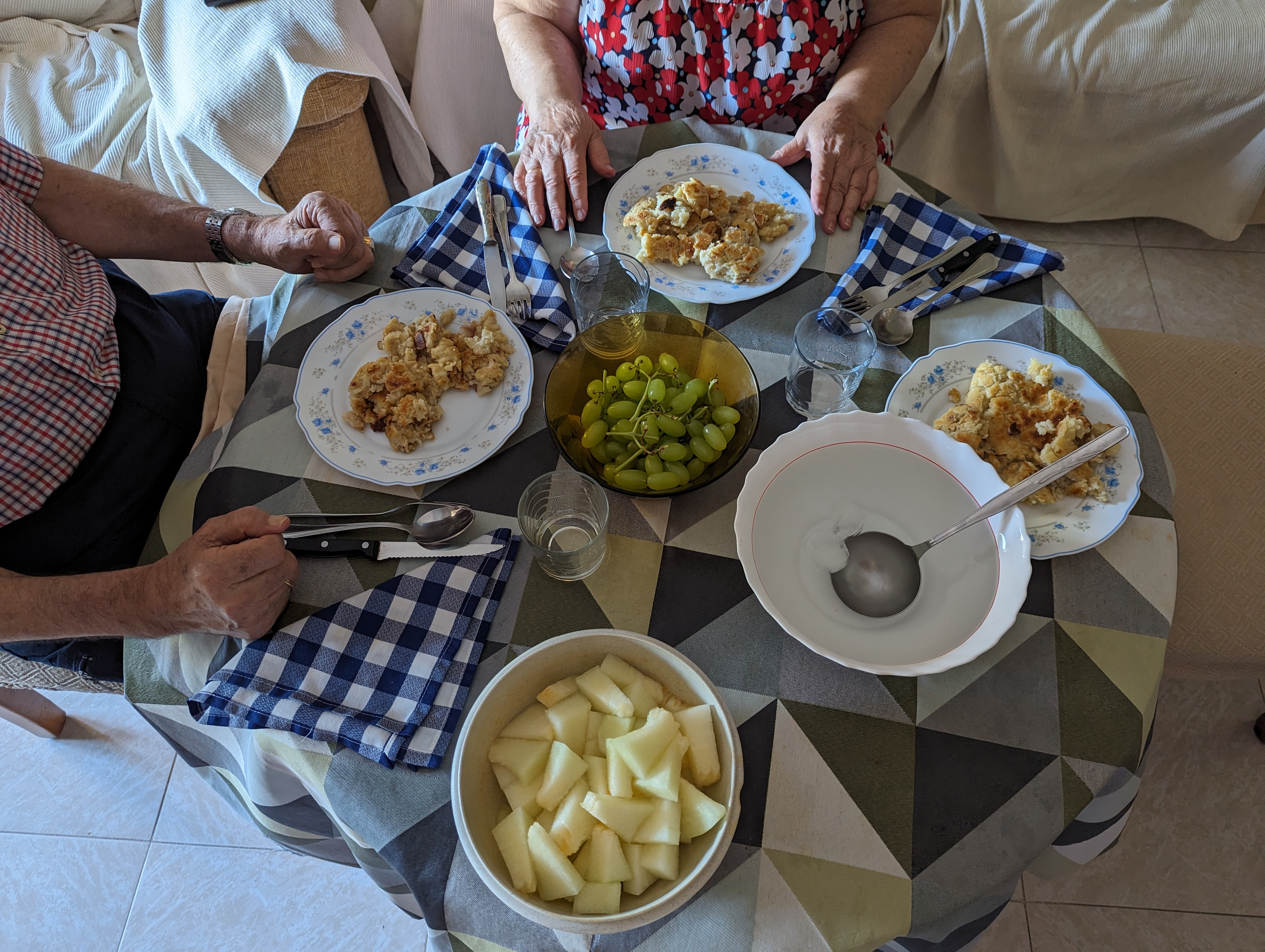
El gazpacho blanco es un buen acompañante para las gachasmigas.

Es clásico servir el gazpacho a cada comensal en un plato hondo sopero, una versión más actualizada es ofrecerlo en un cuenco de barro porque este material mantiene mejor su frescura. En algunos casos se elabora fresco y se añade trocitos de hielo picado. La cubertería empleada es generalmente una cuchara si se sirve en plato, mientras que cuando se sirve en vaso se suele ingerir como bebida. Se sirve aparte con una guarnición de trocitos muy picados tropezones separados entre ellos de los mismos ingredientes que se ha realizado el gazpacho como son daditos de pan tostado, tomate, pepino, pimiento y cebolla para que cada comensal le pueda echar dichos trocitos en cantidad a la crema según el gusto. Se suele aconsejar servir el gazpacho no muy frío, debido a que las papilas gustativas disminuyen su sensibilidad con las bajas temperaturas. Es por esta razón por la que un buen gazpacho debe estar fresco, ligeramente por debajo de la temperatura ambiente. Los gazpachos de invierno es aconsejable tomarlos a temperatura ambiente, o ligeramente calientes. 
En algunas versiones se le añaden tropezones, tales como jamón serrano, aceitunas, huevo duro picado, e incluso trozos de pescado frito o patatas fritas. Al ser una especie de ensalada de tomate líquida, se asocia bien con casi todos los sabores, pudiéndose encontrar variantes locales que añaden pimentón para darle color rojo más que por el sabor que aporta, comino, pimienta negra recién molida, incluso hay quien le añade un toque dulce con zanahoria o manzana verde. El gazpacho, según algunos autores, hace muy mal maridaje con el vino, lo cual se explica debido al empleo de vinagre en su elaboración, que estropea el vino en la boca. El gazpacho se sirve en la actualidad como primer plato en un almuerzo y, en algunas ocasiones, se bebe en vaso como un simple refresco.

## Gazpacho procesado

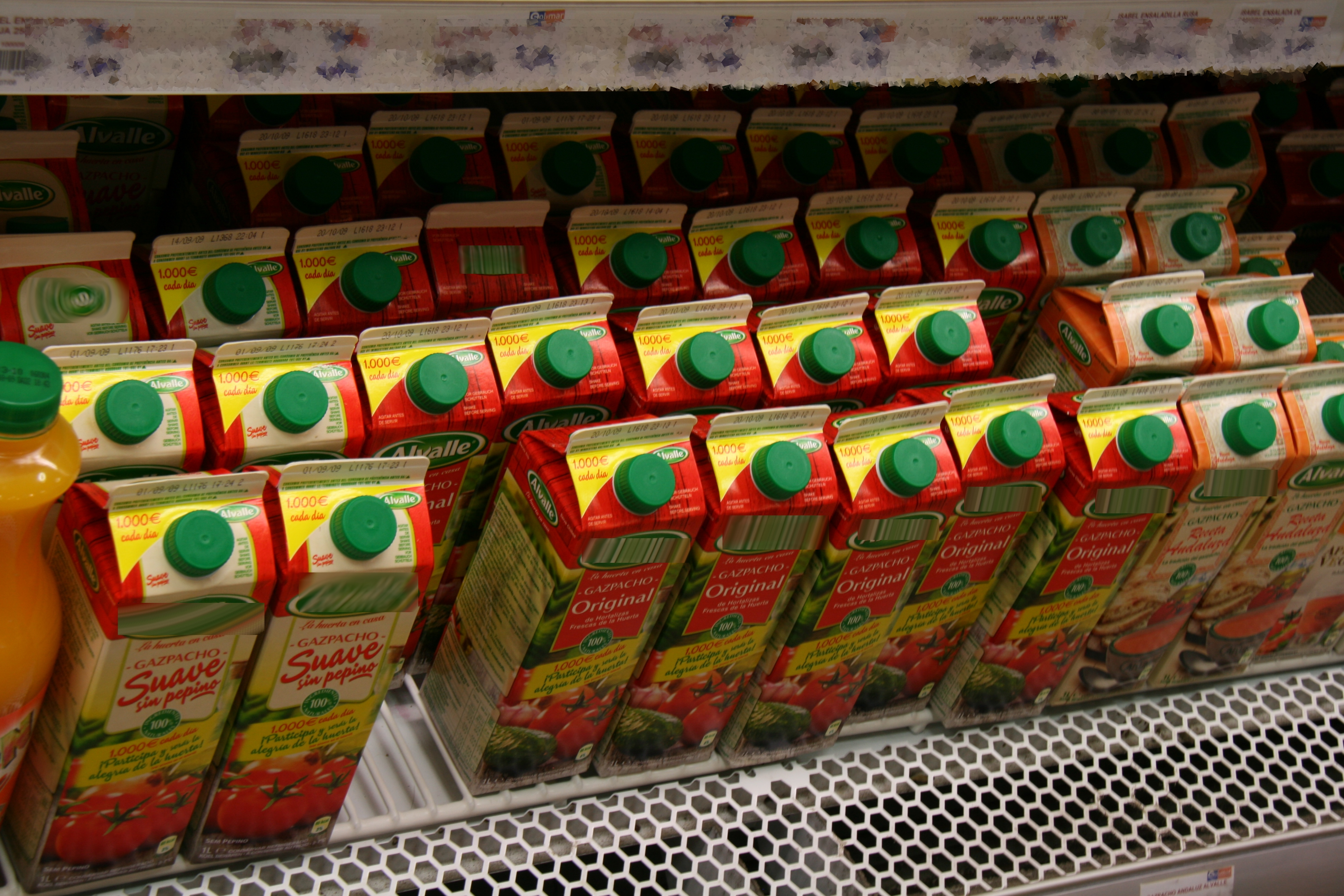
Conjunto de tetra-bricks en la sección de refrigerados de un supermercado español.

El gazpacho procesado se ha hecho popular entre los consumidores y ha pasado poco a poco a ser un alimento confort (o alimento preparado) disponible en la mayoría de los supermercados españoles actuales. En la industria alimentaria, donde se suele emplear una proporción estándar de ingredientes, la composición frecuentemente consiste en 86 % de tomate, 9,4 % de aceite de oliva, 2,2 % de vinagre, 1,6 % de sal y 0,8 % de ajo. El gazpacho industrial suele tener también zumo de limón con el objeto de aumentar la acidez, sin incrementar los aromas de vinagre. Se suele presentar en formato de producto refrigerado o simplemente herméticamente envasado.
En la industria el gazpacho se suele someter a una pasteurización, o en algunos casos a una congelación. Este tipo de procesados ha preocupado a algunos nutricionistas debido a que se sospecha que el producto final puede perder alguna de las características nutricionales propias de los alimentos que lo componen. Es por esta razón por la que se han investigado otros tratamientos térmicos como la manotermosonicación o la radiación con pulsos eléctricos. En todos estos procedimientos se ha buscado tanto la destrucción microbiológica como la desactivación enzimática (generalmente de las peroxidasas y de las polifenol oxidasas) sin una degradación de los contenidos antioxidantes naturales y de vitaminas. Otra de las preocupaciones de la industria es la investigación de las propiedades del gazpacho procesado cuando se elabora a altas presiones. Sobre este aspecto del procesado a altas presiones existen dudas en la investigación alimentaria, sobre todo en la estabilidad de los nutrientes tras el procesado de las verduras mediante estos métodos.
Es de preocupación igualmente para la industria la estabilidad de los componentes nutritivos durante su almacenado antes de llegar al consumidor. Desde el año 1991 se comercializan en España gazpachos refrigerados, los cuales suelen conservarse en rangos de temperaturas que oscilan entre los 2 y los 7 °C, se envasan en tetra bricks de volúmenes que oscilan entre el medio litro al litro y necesitan mantener la cadena del frío.

## Propiedades nutricionales y salud

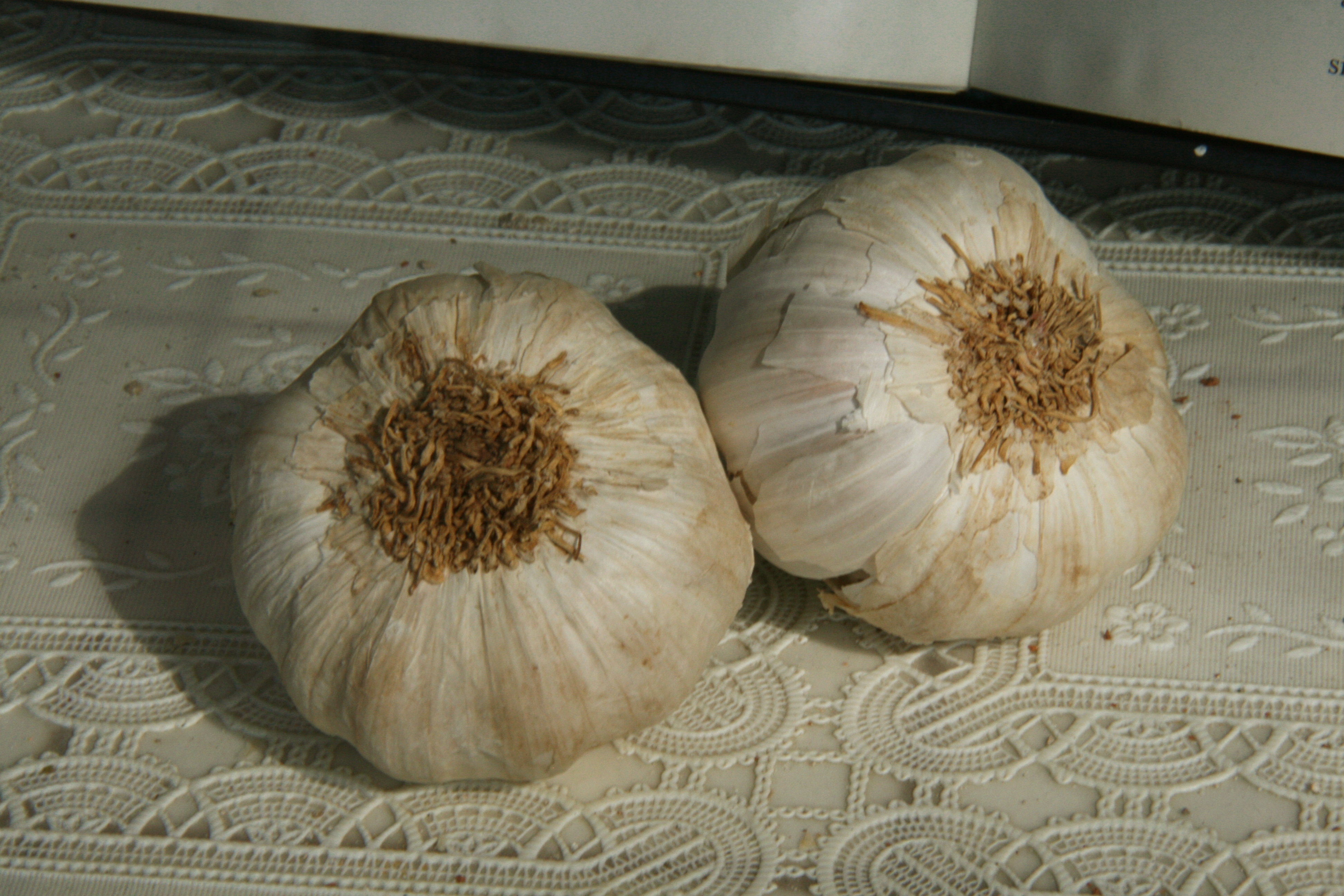
Los ajos, empleados con sutileza, proporcionan al gazpacho un efecto vasodilatador ideal para los meses calurosos.

El gazpacho es una fuente natural de vitamina C (principalmente por el contenido de pimiento), vitamina A y vitamina E, hidratos de carbono, algunos minerales como son el fósforo, hierro, calcio, magnesio, manganeso, zinc, cobre, potasio y sodio, además de fibra vegetal y sustancias antioxidantes como el licopeno responsable del característico color rojo de los tomates y los carotenoides. Este contenido de colorantes es tanto mayor cuanto más maduro sea el tomate. Posee, además, diversos compuestos fenólicos presentes en las verduras. Por regla general unos 100 ml de gazpacho poseen entre 44 a 55 kcal dependiendo del contenido de pan. El gazpacho por la composición de sales es considerado una bebida isotónica (sobre todo el tomate que regula los niveles de potasio en el cuerpo) que evita la hiperhidratación durante los meses de verano. El contenido de ajo hace que tenga además ciertas propiedades de vasodilatación. El empleo de gazpachos en dietas se ve justificado por su efecto saciante, esta característica se ha comprobado en estudios diversos realizados sobre su consumo en seres humanos.
El consumo de gazpacho es un tema de salud importante, debido a la ingesta de diferentes vitaminas e hidratos de carbono, pero como el empleo de hortalizas hace sospechar a las autoridades sanitarias que los niveles de pesticidas en las raciones sea alto, se han realizado investigaciones acerca de su medición y composición en casos de consumo medio. El procesamiento industrial del gazpacho mediante diversas técnicas así como la posterior pasteurización hace que en algunos casos pierda parte de su contenido nutritivo o sea menos estable (sobre todo en lo relacionado con contenido de antioxidantes como la vitamina C), es por esta razón por la que se están investigando alternativas como pulsos de campos eléctricos de gran intensidad.
El consumo regular de gazpacho en la dieta de una persona disminuye la probabilidad de aparición de algunos tipos de cáncer, debido a la mayor ingesta de verduras, lo que se ha demostrado que reduce finalmente su incidencia.

## Conservación y maceración
Para facilitar la conservación durante varios días debe ser conservado en frigorífico recién hecho a temperatura menor de 6 °C en un recipiente sellado para que no se contamine su sabor y aroma con los de otros alimentos. El gazpacho es un alimento que por ser triturado posee una gran capacidad de absorber otros aromas, es por esta razón por la que debe ser aislado durante su almacenamiento. Su mejor sabor lo adquiere a partir de 24 h de su preparación, cuando todos los sabores de sus ingredientes se han macerado. 
Es aconsejable limpiar cuidadosamente las verduras para evitar intoxicaciones alimentarias. Un gazpacho puede pasar unos días en la nevera, en ningún caso debe estar más allá de los cinco días. Contribuye para su conservación la sal y el ajo, la refrigeración del gazpacho, así como la acidez del vinagre que tiene un «efecto bacteriostático», ya que aunque no elimina los patógenos impide que se reproduzcan. De todas formas un exceso de vinagre rompería con el equilibrio de aromas, es por esta razón por la que a veces por mantener los niveles de acidez se añade unas gotas de zumo de limón.

## Variantes del gazpacho
Desde el nacimiento del actual gazpacho en el siglo XIX, su popularidad fue creciendo y a medida que cruzaba nuevas regiones este iba sufriendo modificaciones en la receta. En España existía la denominación gazpacho para preparaciones de alimentos majados (machacados) a los que finalmente se "migaba" pan, esta denominación es muy antigua. La polémica de Azorin sobre si Gazpacho debe ser denominado en plural o en singular causó numerosos discusiones entre los estudiosos del tema culinario. Finalmente se llegó a una opinión consesuada que sin embargo no corresponde a la realidad histórica: El gazpacho andaluz no tiene plural, los gazpachos manchegos y los serranos no tienen singular, el gazpacho andaluz se sirve frío y es ligero, los gazpachos manchegos y serranos se sirven calientes y son substanciosos. Azorín menciona respecto de su diferencia «son el plato manchego y el plato andaluz cosas dispares». Pero en realidad, ambos son una sopa con trozos de pan, ya fuera caliente o, más tarde, también fría, por lo que hasta el siglo XIX se aplicó tanto al plato caliente como al frío.Gregorio Marañón, en su libro El alma de España, menciona que «si pudiera añadírsele un buen trozo de carne podría considerarse el gazpacho como alimento muy próximo a la perfección». dando así lugar a nuevas variantes. 

### En España

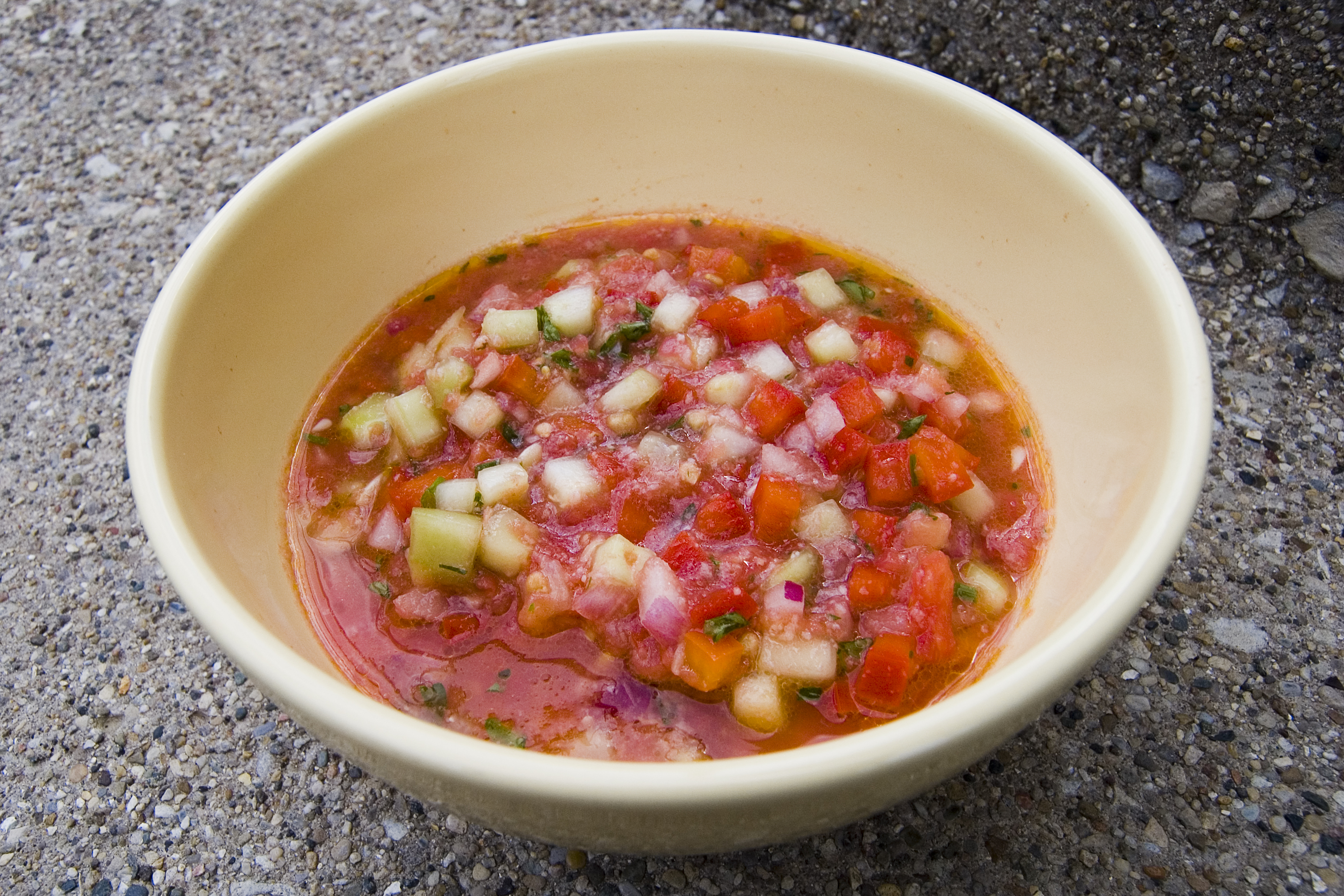
Pipirrana jaenera a caballo entre la ensalada y el gazpacho.

En la descripción histórica del gazpacho se remarcó que el gazpacho originario emplea como ingredientes pan, agua, vinagre, aceite y sal. Este gazpacho es muy antiguo en la península ibérica, remontándose a la época de los romanos. Cada región o comarca andaluza ofrece su propia variante de este alimento popular por lo que existen multitud de tipos y formas de gazpachos. Este gazpacho de origen tan humilde quedó arraigado ya desde sus orígenes históricos en los campesinos y pastores de la geografía del sur de España. Esta raíz originaria dio lugar a una gran variedad de platos denominados gazpacho, y otros que sin denominarse así pertenecen a la familia. Todos ellos son variantes que se han intentado clasificar por algunos autores. La clasificación por colores lleva a enunciar aquellos que son rojos (debido a su contenido de tomate), los blancos (en ausencia de tomate, contienen frutos secos), y los verdes (aquellos que siendo blancos llevan especias que lo tiñen de verde). De todos ellos el rojo es el más difundido. Lo único que todas estas variedades tienen en común es el gazpacho primigenio, es decir, el ajo y el pan del puré de base, el aceite de oliva como emulsionante, el vinagre y la sal.  Manteniendo los ingredientes tradicionales es frecuente[cita requerida] que se le añada alguna fruta de color rojo como pueden ser fresas, el melón, etc. Estos ingredientes hace que el gazpacho final resulte un poco más dulce que el habitual. A pesar de todo el gazpacho se sirve como plato principal, y en algunos casos como tapa. 

#### Variantes andaluzas
La provincia de Cádiz es la parte de Andalucía donde más variantes de gazpacho hay,[cita requerida] algunas de las recetas elaboradas en esta región poseen almendras y piñones. Es frecuente la elaboración de gazpachos blancos, en la ciudad de Cádiz puede encontrarse el gazpacho originario consistente en pan, vinagre, aceite. Al que se le añade a veces huevos duros finamente picados. Es costumbre tomarlo en vaso antes del postre. En Obejo se elabora un gazpacho rojo que se emplea en el escabeche de platos de carne. En Cádiz entre los gazpachos rojos se encuentra el salmorejo (un gazpacho sin agua), es empleado como un plato o a veces como salsa. Igualmente están el carnerete en el que la miga de pan va frita, el pimporrete, de Almedinilla, único gazpacho sin aceite: solo lleva ajo, miga de pan, tomate y vinagre y principalmente el salmorejo que se trata de una crema muy espesa hecha con más pan y tomate y menos agua que suele ofrecerse con virutas de jamón serrano y huevo cocido troceado o de codorniz. 
En la provincia de Málaga existen las variedades de gazpachos blancos como el ajoblanco (popular igualmente en la provincia de Granada y similar al gazpacho blanco cordobés) es elaborado con almendras y ajos, decorado al ser servido con uvas moscatel (y en algunas ocasiones uvas pasas maceradas en vino de Málaga). Aunque en Málaga existen otras variantes blancas como puede ser el gazpacho tostado, las cahorreñas, el zoque es similar al gazpacho primigenio que se acompaña al servir con pan tostado, el gazpachuelo, la porra fría (majado similar a la mahonesa), la porra caliente y la porra antequerana un plato similar al salmorejo (aunque más espeso) se sirve con huevo duro y jamón serrano. Existen en Málaga gazpachos rojos denominados pimentón que se elaboran con tomate y pimiento, este gazpacho suele tomarse con tortilla de patatas.
Los "sopeaos" son variantes espesas o migadas de los gazpachos y los "ajos" son sopas con ingredientes similares al gazpacho. Los "ajos" son iguales que el gazpacho pero servido generalmente en caliente. No todos los ajos en Andalucía son blancos, por ejemplo en Cuevas del Almanzora (Almería) existe un ajo colorao elaborado con pimientos secos y patatas.

#### Variantes en Castilla

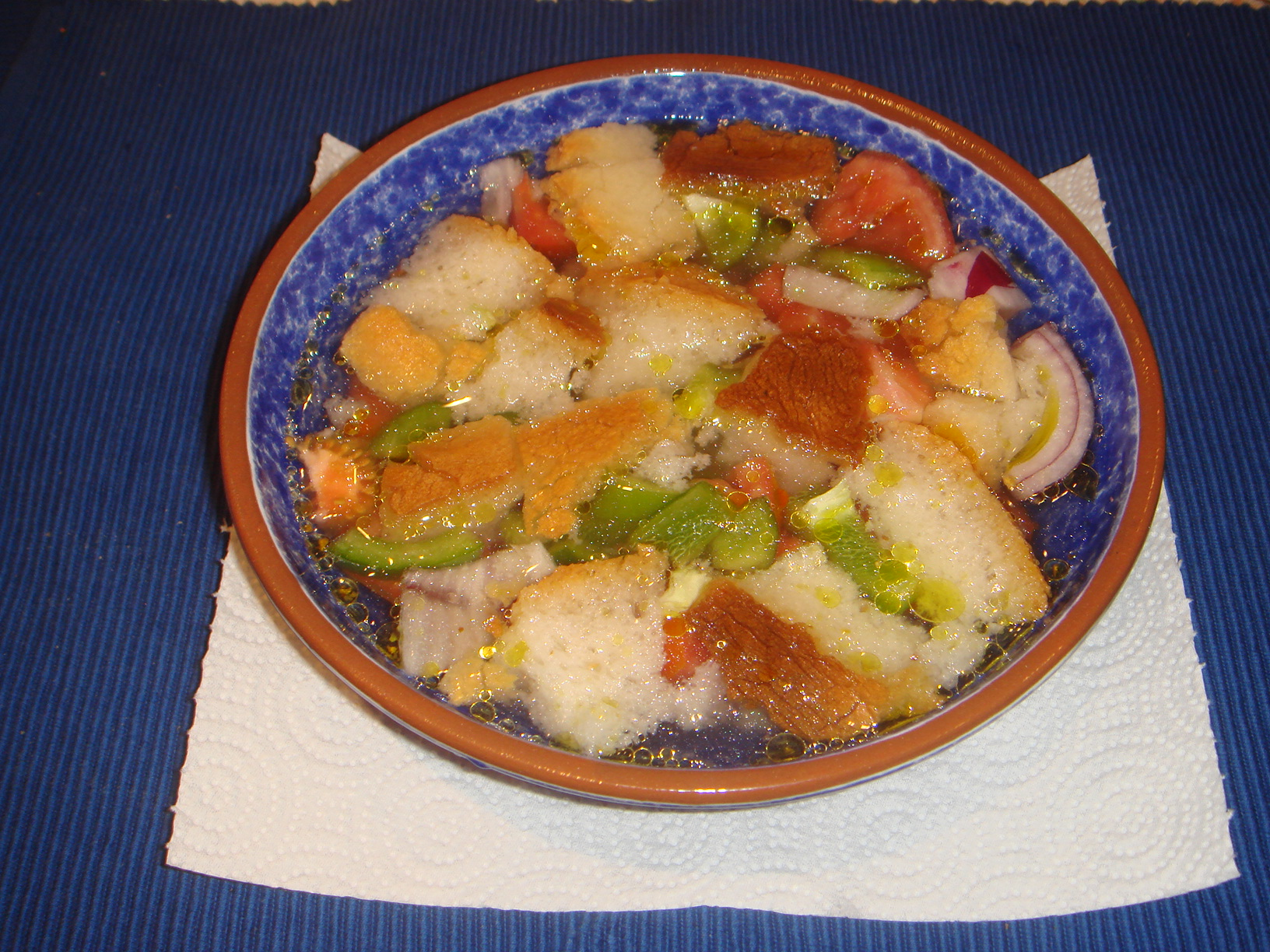
Antiguo gazpacho castellano en trozos

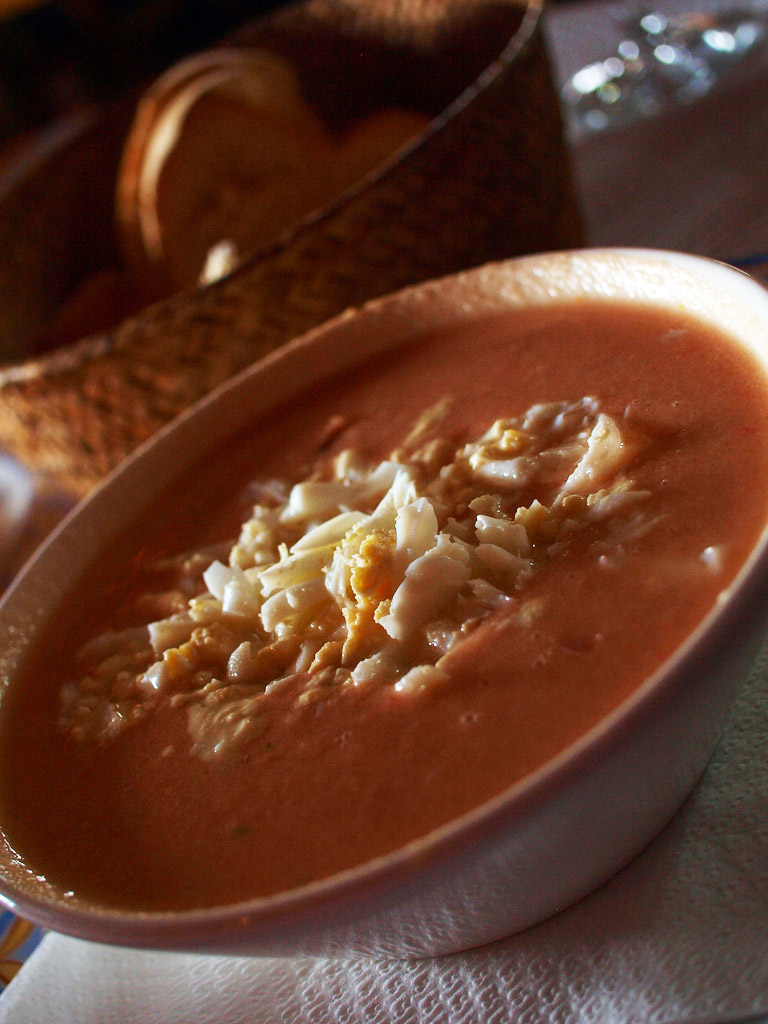
Gazpacho extremeño

El clima también extremo, con inviernos muy fríos y veranos muy secos y calurosos, ha propiciado la adopción de la receta del gazpacho y su singular elaboración en Castilla y León. En concreto cabe destacar el elaborado en la comarca de La Moraña en la provincia de Ávila, donde a partir de ingredientes similares a los de los otros gazpachos se elabora una variedad caracterizada por unos trozos grandes donde el caldo es básicamente agua teñida solo por el pimentón y el vinagre.
También hay otro tipo de gazpacho hecho con miga de pan en remojo con gotas de vinagre, pimiento verde, tomate, ajo, rodajas de pan duro, y pepinillo en vinagre. Se adorna con daditos de pan duro.

#### Variantes en Extremadura
En Extremadura se conoce como cojondongo, o cojondongo del gañán, a una especie de puré o gazpacho espeso hecho con miga de pan, ajos, aceite, vinagre sobre el que se coloca un picado de cebolla, tomate y pimientos.

#### Variantes en La Mancha
La distribución geográfica del «gazpacho manchego» es reducida, se localiza en la zona este de la comarca castellana de la Mancha, en Albacete y en áreas cercanas de las provincias limítrofes. Se elaboran en caldero como se hacía desde Época Romana,y en su gran mayoría son preparados calientes, como un guiso. Se suelen preparar con  pan ázimo y carne de caza (generalmente conejo o perdiz) y en algunas ocasiones pollo, ajos, y tomates. En La Mancha, concretamente en la zona de los Montes Universales se elaboran unos gazpachos (gaspachos) con carne de caza menor y tortas cenzeñas (preparadas sin levaduras) y que se "desmigan" sobre la sartén en la que se guisan las carnes. Otra variante muy conocida en La Mancha son los “gazpachos de pastor” o “galianos” (se denomina así al pan ázimo desmigado sobre el guiso).

### Variantes internacionales

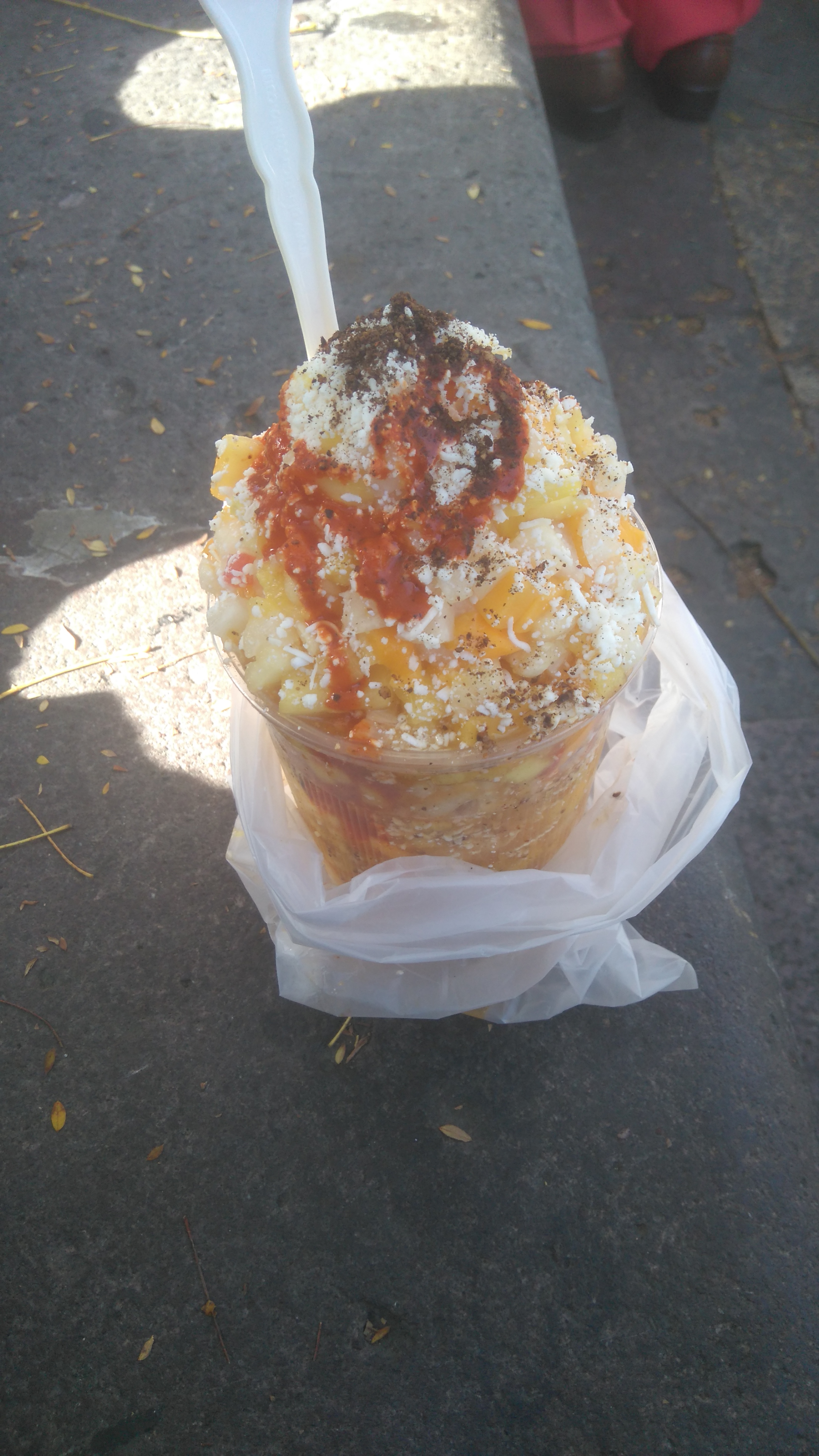
Gazpacho tradicional en Morelia, Michoacán

El gazpacho al expandirse como alimento por el mundo va sufriendo modificaciones en algunos ingredientes, bien sea por adaptaciones a los gustos particulares del lugar, por la disponibilidad de los ingredientes o, simplemente, por capricho de los cocineros. En esta continua evolución el nombre permanece pero en algunos casos su sabor y aroma va diversificándose irremediablemente. Una de las condiciones modernas más favorables para divulgación internacional es el reclamo de "alimento sano" que acompaña a su consumo, siendo habitual una entrada con su receta en los libros de cocina vegetarianos, en los libros de cocina mediterránea, etc. En muchos casos el gazpacho se interpreta como una sopa de tomate a la que se añaden ingredientes diversos como pueden ser gambas, nueces, etc. En libros de recetas estadounidenses es frecuente ver el gazpacho como una sopa de tomate servida con diferentes mariscos como puede ser carne de langosta o gambas. En la cocina mediterránea existen platos con disposiciones similares, uno de ellos se puede encontrar en la cocina italiana: la caponata siciliana.
El gazpacho que es un distintivo de la ciudad de Morelia, Michoacán, México, consiste en fruta finamente picada (típicamente jícama, mango, y piña; algunos también añadan sandía) a la cual se le puede agregar cebolla, vinagre, queso, chile en polvo, salsa picante, jugo de limón y jugo de naranja.
En Perú existe una variante del gazpacho, llamado en ocasiones caspacho morado o también sopa de chicha morada, que se elabora básicamente con chicha morada.

## Gazpacho en las artes
El gazpacho, a pesar de haber nacido en el sur de España, está muy unido al carácter popular español, es por esta razón por la que no resulta extraño que aparezca en diversas artes. Asociado siempre a lo andaluz, puede encontrarse en breves referencias de la literatura y en el cine español. Una de las actividades culturales que se pueden encontrar en algunas comarcas españolas son las denominadas “Rutas de los Gazpachos”.

### Literatura
- El viajero William George Clark realiza una descripción de su viaje por España y publica en 1850 un libro con sus memorias titulado Gazpacho: or, Summer months in Spain (Gazpacho o meses veraniegos en España).
- José Francisco de Isla en su novela pícara Historia del famoso predicador fray Gerundio de Campazas, alias Zotes (1758), menciona «comenzando su gazpacho con huevos duros».
- El escritor y poeta Juan Rodríguez Mateo en su libro Marismas dedica una receta en verso al gazpacho, la titula «Er gaspacho».
- Carlos Arniches escribe en 1902 una zarzuela denominada Gazpacho andaluz en el que capta los hablares cotidianos andaluces y los contrasta con los madrileños.[79][80]

### Cine
- En la película Sangre y Arena basada en la novela Vicente Blasco Ibáñez aparece en una escena.[26]
- En la película Mujeres al borde de un ataque de nervios del director manchego Pedro Almodóvar (1988) el gazpacho forma parte de uno de los hilos conductores de la trama.

### Televisión
- En el episodio de Los Simpson «Lisa, la vegetariana», Lisa hace gazpacho para que los invitados a una barbacoa de Homer no coman carne.
- En el episodio de Mad Men «Una noche inolvidable», en la cena, Betty ofrece un gazpacho español
- En el episodio de Two and a Half Men «David Copperfield Slipped Me a Roofie», en su cumpleaños, Alan señala a un comensal que come gazpacho.
- En el episodio 4 de American Horror Story: Apocalypse «Could It Be... Satan?», el personaje de Myrtle Snow (interpretado por Frances Conroy) tiene una línea de diálogo sobre el gazpacho andaluz (nombre dicho en español en el inglés original): «Creo que el antídoto perfecto para calentar la sangre y para acelerar la recuperación es un picante gazpacho andaluz.»

### Música
- Joaquín Sabina en la canción «Pero qué hermosas eran», menciona el gazpacho como recuerdo del primero de los tres amores, Sofía.
- Gazpacho es el nombre de una banda noruega de art rock.[81]

## Récord
El gazpacho más grande del mundo fue realizado en la ciudad de Almería, España, por la empresa Unica Group, el día 10 de junio de 2019. En concreto se prepararon 9800 litros de gazpacho, utilizándose para su elaboración 6000 kilos de tomate, 300 kilos de pimiento rojo, 200 kilos de cebolla, 200 kilos de pepino, 1400 litros de agua, 550 litros de aceite de oliva virgen y 350 kilos de hielo. Esta proeza le sirvió a la ciudad de Almería para lograr establecer otro récord en el Libro Guinness de los récords. Cabe mencionar que se recaudaron 18.252 euros gracias a las más de 10 000 personas que se dieron cita en dicho acto, siendo destinado todo ese dinero a la Asociación de Niños con Discapacidad de Almería (ANDA) y a la Asociación Española Contra el Cáncer (AECC).